# Fairfield (Kentucky)
Pour les articles homonymes, voir Fairfield.
Fairfield est une ville américaine située dans le comté de Nelson, dans le Kentucky. Selon le recensement de 2010, sa population est de 113 habitants.